# 横手市立福地小学校
横手市立福地小学校（よこてしりつ ふくちしょうがっこう）は、秋田県横手市雄物川町柏木にかつて存在した公立小学校。

## 概要
福地小学校は、深井学校・道地学校の統合によって1908年（明治41年）に開校した学校であるが、2015年（平成27年）に雄物川小学校へと統合され、閉校した。
閉校時まで使用された校舎は1978年（昭和53年）に竣工したものであったが、閉校後に校舎は解体され、跡地には「福地地区交流センター（ふくふく館）」が整備されている。

## 沿革

### 略歴
福地小学校の前身となるのは、明治期に発された学制によって1874年11月10日に開校した「深井学校」と、1887年3月29日に開校した「道地学校」である。1887年に小学校令改正により両校とも尋常小学校となった後、1908年に統合して「福地尋常小学校」が開校した。1910年4月1日には高等科を附設し「福地尋常高等小学校」と改称した。
第二次世界大戦が勃発し、国民学校令が公布された1941年に「福地国民学校」へ、終戦後の学校教育法によって「福地村立福地小学校」へと改称。1955年には福地村が雄物川町へ合併されたことにより「雄物川町立福地小学校」へと改称した。2005年には、旧横手市と平鹿郡5町2村による合併で横手市が発足し、「横手市立福地小学校」と改称している。
2008年には「横手市立大沢小学校」が本校へ編入統合した。大沢小学校は、1875年創立の「大沢学校」を起源とし、1887年に新町小学校に合併され大沢分校となった後に1892年に独立。国民学校令が施行された1941年には「明治北国民学校」と改称、終戦後は「明治村立明治北小学校」となるが、雄勝郡明治村の一部（大沢地区）が雄物川町に編入したことによって「雄物川町立大沢小学校」へと改称した。
2015年に雄物川北小学校・南小学校とともに雄物川小学校へと統合されて閉校した。
閉校後、2019年6月より公民館の整備工事が開始され、翌年1月に「福地コミュニティセンター」として開館した。同地区には以前から公民館は存在したが、建物の老朽化が進んでいたことなどによって新築移転がされた。2023年4月より「福地地区交流センター」へと改称した。
以下、注釈の無い項目は『雄物川町郷土史（1980年）』の情報によるもの。
- 1874年11月10日 - 「深井学校」が創立。
- 1877年3月29日 - 「道地学校」が創立。
- 1887年4月 - 小学校令改正により尋常小学校となる。
- 1889年4月1日 - 両校ともに簡易小学校となる[10]。
- 1908年
  - 3月3日 - 両校を統合し、「福地尋常小学校」として開校。
  - 9月25日 - 新校舎が竣工。12月1日に移転[11]。
- 1910年4月1日 - 高等科を附設し、「福地尋常高等小学校」となる。
- 1941年4月1日 - 国民学校令により、「福地国民学校」と改称。
- 1947年4月1日 - 学校教育法（現行法）により、「福地村立福地小学校」と改称。
- 1954年4月20日 - 福地保育所を併設。
- 1955年4月1日 - 町村合併により、「雄物川町立福地小学校」となる。
- 1958年3月3日 - 新体育館が竣工。
- 1968年8月2日 - プールが竣工。
- 1978年12月26日 - 新校舎が竣工。
- 1990年12月26日 - 新体育館が竣工。
- 2005年10月1日 - 市町村合併により「横手市立福地小学校」となる[2]。
- 2008年4月1日 - 大沢小学校を編入統合[2]。
- 2015年3月31日 - 閉校[2]。
- 2019年6月 - 公民館建設工事に着工[6]。
- 2020年
  - 11月13日 - 施設の愛称を「ふくふく館」とすることが決定[6]。
  - 12月 - 竣工[6]。
  - 1月18日 - 竣工式を挙行[6]。
- 2023年4月1日 - 横手市地区交流センター設置条例により「福地地区交流センター」と改称[9]。愛称は存続。

## 校歌
福地小学校校歌
- 作詞：沼田平治
- 作曲：山本正夫
- 改作：扇田繁治

大沢小学校校歌
- 作詞：藤原英一
- 作曲：高野紘

## 通学区域
2014年時点の「横手市立小中学校通学区域に関する規則」によると、以下の通り。
- 雄物川町大沢・雄物川町柏木・雄物川町常野・雄物川町道地・雄物川町西野の全域
- 雄物川町南形の字葛巻・字東谷地の一部（南小学区）を除く全域
- 雄物川町今宿の字末館
- 雄物川町造山の字社ノ前・字南田・字耳取の一部
- 雄物川町谷地新田の字桑田・字下田の一部
- 雄物川町深井の字中島の一部、字大深井・字大深ヶ・字下大巻・字禿中島・字深井・字真木ノ川

## 著名な卒業生
- 柴田正敏（政治家）